# II. Ardasír szászánida király
II. Ardasír (? – 383) a Szászánida Birodalom királya 379-383 között. II. Sápúr unokaöccseként került trónra, nem tudta betölteni a nagybátyja által hagyott űrt. Uralkodásának fő eredménye az új főváros, Taq-I-Bustán felépítése volt.

## Fordítás
- Ez a szócikk részben vagy egészben  az   Imperio Sasánida című spanyol Wikipédia-szócikk fordításán alapul.  Az eredeti cikk szerkesztőit annak laptörténete sorolja fel. Ez a jelzés csupán a megfogalmazás eredetét és a szerzői jogokat jelzi, nem szolgál a cikkben szereplő információk forrásmegjelöléseként.